# Узяк (Азовский район)
Узяк — хутор в Азовском районе Ростовской области.
Входит в состав Кагальницкого сельского поселения.

## География
Хутор находится на левом берегу реки Дон, на расстоянии 10 км к западу от города Азов, административного центра района.

## Население
| 1989 | 2002 | 2010 |
| ---- | ---- | ---- |
| 263  | ↘239 | ↘175 |

## Улицы
На хуторе имеются две улицы: Береговая и Платова.

## Известные уроженцы
- Лысенко, Иван Иванович (1921—1951) — советский военнослужащий, сержант, Герой Советского Союза.